# Jorge Aguilar (cantante)
Jorge Aguilar es el nombre de un músico, compositor y productor venezolano  de gran éxito en la década de los años 1980 y 1990 . Lanzó cuatro discos inéditos entre 1982 y 1990. Perteneció al movimiento musical de bandas y solistas de pop y rock más exitoso en Venezuela hasta la fecha. La prensa de la época en Venezuela lo calificó como el creador del Funk-latino y ha sido uno de los más importantes propulsores de la música pop en Venezuela de su generación. Su talento para la interpretación de varios instrumentos como la guitarra , el bajo, los teclados y la percusión lo ha hecho merecedor de amplio prestigio entre sus colegas.

## Su carrera como cantante
Sus inicios fueron liderizando la banda venezolana de jazz y rock Esperanto con la que lanzó los discos "Esperanto" en 1980 y "Vegas" en 1981. También colaboró en las primeras producciones de la banda Aditus. Pero fue en el año 1982 cuando  inició su carrera  como solista al firmar con la disquera venezolana Sonorodven y lanzar su primer álbum titulado "Aguilar" grabado en la ciudad de Los Ángeles en dos idiomas: inglés (1982), y español (1983). El álbum logró disco de oro por las altas ventas que tuvo y pudo colocar varias canciones en los primeros lugares de las emisoras  radiales  de Venezuela. Sus primeros éxitos fueron "No Nena", "Qué Prefieres Hoy", "La Mujer Que Vive En Mi", "Soy Para Tì" y "Hemos Esperado Mucho Tiempo". Las dos últimas canciones mencionadas fueron a dúo con la cantante Paulette Dozier. Aguilar combina el pop con sus influencias de jazz, rhythm & blues y funk en la mayoría de los temas de este primer disco como cantante solista.
Junto a la cantante venezolana de pop-rock Melissa se dieron a conocer con la gira titulada "Melissa y Aguilar" que fue patrocinada por una empresa tabacalera. Lograron llenos en los diferentes lugares donde se presentaron cerrando con gran éxito en el Poliedro de Caracas siendo los primeros artistas venezolanos en llenar ese recinto . Al año siguiente Aguilar es nominado en la categoría Revelación Masculina en la primera entrega de los "Premios Ronda" de Venezuela.
En 1985 lanza su segundo disco titulado "Siempre Juntos", grabado entre Los Ángeles, Caracas y Madrid en el que predominan los géneros musicales new wave y synth pop. De este álbum se convierten en éxitos las canciones: "Quiero Ser", "Siempre Juntos" con Paulette Dozier, "Serás Para Mì", "Fácil", "Esto Es Amor" y "Cuando Estoy Soñando". En 1986 el videoclip de la canción "Siempre Juntos" logra la nominación al mejor video del año en la segunda entrega de los "Premios Ronda" de Venezuela. Ese mismo año participa en la banda sonora de la película juvenil venezolana "La Generación Halley" con el tema pop dance "Llévame a Volar Contigo" que obtuvo  éxito rotundo en todas las  discotecas y entre los DJ s  de Venezuela.
En 1987 lanza su tercer trabajo discográfico como solista titulado "Calor". El disco fue grabado entre Caracas, Río de Janeiro y Sao Paulo y siguió el camino exitoso de los anteriores haciendo énfasis en el género synth pop sin dejar de lado las baladas. Los temas más sonados de este álbum fueron "Guitarra Cantora", "Vamos a la Playa", "Ella", "Piensa En Mí" y "Soy Tu Amante".
En 1990 lanza su cuarto y último disco como solista hasta la fecha titulado "Pedazos de Vida" grabado totalmente en Sao Paulo con participación de la sinfónica de esa ciudad, esta vez con la disquera Velvet / Rodeen . En este disco predominan el pop y la balada. Se destacan los temas "Estoy Aquí" y "Loco". El álbum representa una evolución conceptual en la carrera del artista. Debido a problemas legales con su disquera este trabajo tuvo una débil promoción  pero a  pesar de esta falta de apoyo el tema  Estoy Aquí "se mantuvo en las carteleras por  40 semanas . En 1998 Sono-Rodven lanza la versión en CD de su primer disco "Aguilar" (1983) con el que Jorge Aguilar se retira de su carrera como solista, y se dedica a la producción musical y la composición.

## Su carrera como productor musical
A principio de los años 90, Aguilar se dedicó a la producción musical para diversos canales de televisión de Venezuela donde colaboró con artistas de la talla de Ricardo Montaner, Chicas del Can,  Diomédes Díaz, Armando Manzanero, Luis Miguel , Enmanuel, Lucía Méndez y otros. Igualmente se ha desempeñado musicalmente con mucho éxito en el campo publicitario. Fue  el director a nivel Hispanoameicano de la versión en español del musical "Fama" entre los años 1996 y 1999  con el  que visitó a países como Venezuela, México, Argentina, República Dominicana y Colombia dirigiendo las bandas y orquestas en cada uno de esos países.
Previo a conducir el musical Fama, Aguilar se desempeñò durante dos años como Vicepresidente del Canal de televisión Bravo TV, un canal de videos musicales con sede en Caracas, Venezuela, propiedad de José Luis Rodríguez  El Puma. 
Igualmente,  fue asesor en materia cultural del Ministerio de la Juventud y de la Secretaría de la Presidencia durante el segundo mandato del Presidente Rafael Caldera donde adelantó proyectos  tales como "Echale una mano a Venezuela" y otros dirigidos al desarrollo cultural de la juventud venezolana.
En 1995 fundó la empresa La Vista Estudios C.A., un emprendimiento audiovisual que hasta el momento ha trabajado directa o indirectamente en más de  2.000 comerciales publicitarios colaborando en las campañas de empresas tales como Directv, Venevisión, E Entertainment Television, Kraft, Gerber, Mac Donalds, Procter & Gamble, Pepsi Cola,  Nissan, Heinz,  y muchas otras.
En el año 2007 desarrolló la primera campaña de preventa para la empresa Directv en Venezuela.
Como reconocimiento a su labor ha obtenido varios premios Promax en las ciudades de Los Ángeles y Nueva York así como múltiples reconocimientos en Venezuela.'
Recientemente Aguilar ha estado trabajando entre Los Ángeles, Miami y Venezuela y ha colaborado en la producción de material de artistas como Sergio Pérez, Manuel Díkez, Jessy,  el grupo urbano D´La Selva y más recientemente ha colaborado con Cheo Pardo exintegrante de los Amigos Invisibles y con el cantautor Bruno Romano.
En el año 2021, la empresa francesa Favorite Recordings remasterizó digitalmente y relanzó los discos del grupo Esperanto que fue la primera aventura musical de Jorge. Ambos discos han alcanzado buenas ventas sobre todo en países europeos donde los coleccionistas los adquieren como un valioso material.
En el año 2013 Aguilar, se mudó a la ciudad de  Miami y  entre esta ciudad y Los Angeles se ha estado desempañando como compositor y productor . También ha formado  parte de la plantilla de compositores exclusivos de Universal Music Publishing por espacio de 5 años.

## La gira del reencuentro
En junio del 2007 se unió  de nuevo a la cantante venezolana de pop-rock Melissa y al cantante venezolano de pop latino Sergio Pérez para reencontrarse con su público en la gira de conciertos que titularon "Aquí Estamos". Con la gira recaudaron fondos a beneficio de la fundación Centro Cultural Melissa Griffiths que preside su amiga y colega en la Colonia Tovar - Venezuela. De este tour se grabó el DVD del concierto ofrecido por los 3 artistas desde el Anfiteatro del Sambil Caracas. https://www.youtube.com/watch?v=BC0CgoYdtEY

## Discografía
- Aguilar (1982)

1. Extranjero (Jorge Aguilar)
2. What's Your Choice Tonight (Patrick Henderson/Philip Kimbail)
3. I'm For You (Jorge Aguilar/Patrick Henderson)
4. Carnival (Jorge Aguilar)
5. If My People (Patrick Henderson)
6. To Be Inside Of You (Jorge Aguilar)
7. Good Times (Jorge Aguilar)
8. Did It After All (Jorge Aguilar)

- Aguilar (1983)

1. Extranjero (J. Aguilar)
2. Soy Para Ti (J. Aguilar/P. Henderson/A. Monasteri)
3. Hemos Esperado Mucho Tiempo (J. Aguilar/P. Henderson)
4. La Mujer Que Vive En Mi (P. Henderson)
5. No Nena (J. Aguilar/P. Henderson)
6. Estar Dentro De Ti (J. Aguilar)
7. Que Prefieres Hoy (P. Henderson/P. Kimbail/A. Monasteri)
8. Buenos Tiempos (J. Aguilar)

- Siempre Juntos (1985)

1. Quiero Ser (Jorge Aguilar)
2. Esto Es Amor (Tom Show / Dean Pitchford / Jorge Aguilar)
3. Siempre Juntos (Jorge Aguilar)
4. Dime Por Que (Jorge Aguilar)
5. Serás Para Mi (Jorge Aguilar)
6. Amor De Hielo (Patrick Henderson/Spanish Vers: Ski Walter)
7. Fácil ( Amanda Mc Broon / Jorge Aguilar )
8. Cuando Estoy Soñando (Larry Hinds/Jorge Aguilar/Guillermo Carrasco)

- Calor (1987)

1. Vamos A La Playa (Jorge Aguilar)
2. Guitarra Cantora (Jorge Aguilar / Manuel Ramírez)
3. Esta Noche (Jorge Aguilar)
4. Mentiras (Jorge Aguilar/Luis Oliver)
5. Tu Amante (Jorge Aguilar)
6. Quiero Mi Libertad (Jorge Aguilar)
7. Piensa En Mi (Jorge Aguilar)
8. Ella (Jorge Aguilar)
9. Dime Si Sabes (Jorge Aguilar)
10. Si Tu Vuelves (Jorge Aguilar)

- Pedazos de Vida (1990)

1. Estoy Aquí (Jorge Aguilar)
2. Loco (Jorge Aguilar)
3. Todo Lo Que Importa (Jorge Aguilar)
4. Caza O Cazador ( Nil Bernardes / Vers: Jorge Aguilar)
5. Tiempo De Amar (Jorge Aguilar)
6. Amor De Piel (Jorge Aguilar)
7. Carnaval (Jorge Aguilar)
8. Nunca Es Tarde (Jorge Aguilar / Manuel Ramírez)
9. Dime Si Esto Es Amor (Jorge Aguilar / Manuel Ramírez)

## Álbumes-Colaboraciones
1. Álbum: Pablo Manavello (Álbum) Cosas sencillas. La Discoteca 1979
2. Álbum: Aditus (Álbum) Aditus 2 WEA Año 1979
3. Álbum Grupo Esperanto - : "Esperanto".  CBS Año: 1980
4. Álbum Grupo Esperanto - : "Vegas".  WEA Año: 1981
5. Álbum:' "Grupo BRONCE (Álbum)  Love Records Año 1983
6. Álbum: Trino Mora (Álbum) Comentarios, Sonográfica, Año 1984
7. Álbum: "La Casa Del Artista". Año: 1985
8. Álbum: Unicornio (Álbum) Sonográfica Año 1987
9. Álbum: "La Generación Halley"(  Banda sonora de la película del mismo nombre.)  Año: 1986
10. Álbum: "Reggae Night (Álbum), Sonorodven, Año: 1986
11. Álbum: Fernando Kubala (Álbum) Sálvese quien pueda. Sonográfica Año 1986
12. Álbum: Gabriel Fernández (Álbum) Gabriel. VELVET Año 1986
13. Álbum: Laura y Victor (Álbum) Estrella azul. Sonorodven Año1986
14. Álbum: Various artists "Corre La Voz".  Sonorodven Año: 1987
15. Álbum: Raquel Castaños (Álbum) Raquel CBS Año 1987
16. Álbum: Bazil Alexander (Álbum) Velvet Año 1987
17. Álbum: "Alfredo Alejendro (Álbum) Año 1987
18. Álbum: Devorah Sasha (Álbum) MANOCA 1987
19. Álbum:  Alberto K y los héroes anónimos (Álbum) Año 1988
20. Álbum: Rodrigo Mendoza (Álbum) Entre tú y yo. Peperecords Año 1988
21. Álbum: Proyecto M (Álbum) EMI Año 1988
22. Álbum: Marianella (Álbum) CBS Año 1989
23. Álbum': Mirtha Pèrez (Álbum) Inmensamente tuya. Rodven Año 1989
24. Álbum: FAME THE MUSICAL (Álbum y CD) Polygram Año 1989
25. Álbum Jarana / JARANA Hecho a mano records 2000
26. Álbum Manuel Dikez (CD-Álbum) BIKINIS Y TACONES - Vista Records 2006
27. Álbum Jorge Gonzáles ( DIKELAME ) Vale Music 2007
28. Álbum Sergio Pérez (CD-Álbum) Báilalo tú también - Sonográfica 2009
29. Álbum Sir Augusto Ramírez (HOMENAJE A ALDEMARO ROMERO ) - Majestad Records 2010
30. Álbum Jessy ( VUELVE) Latin Music Productions 2010
31. Álbum  D´La Selva (CD-Álbum) A REVENTAR (CD-Álbum) Vista Records 2011
32. Álbum  Esperanto -  Re Issue  "ESPERANTO ".  Favorite recordings Año: 2021
33. Album  Esperanto -  Re Issue  " VEGAS ".  Favorite recordings Año: 2021
34. Álbum José Cheo Pardo.  (CD-Álbum) CHEO PARDO PRESENTA   (CD-Álbum) Tocuyo Records 2023
35. Álbum. José Cheo Pardo (CD-Álbum)  MUSICA PARA VERSE BIEN  (CD-Álbum)  Nacional Records 2023
36. Álbum  Bruno Romano (CD-Álbum) LA ORILLA  (CD-Álbum)  Inner Cat  Music Group 2025